# 2008-as SEAT León-Európa-kupa
A 2008-as SEAT León-Európa-kupa volt az első bajnokság a sorozat történelmében. 2008. május 17-én vette kezdetét Valenciában, és október 5-én Monzában ért véget. A bajnokságot a spanyol Oscar Nogués nyerte, azonos pontszámmal a második Marin Čolak előtt. Kettejük esetében a több győzelem döntött. Harmadik helyen az ír Eoin Murray zárt.

## Versenynaptár
| #  | Dátum         | Ország             | Versenypálya | Győztes                  |
| -- | ------------- | ------------------ | ------------ | ------------------------ |
| 1  | Május 17.     | Spanyolország      | Valencia     | Oscar Nogués             |
| 2  | Május 18.     | Spanyolország      | Valencia     | Eoin Murray              |
| 3  | Május 31.     | Franciaország      | Pau          | Tom Boardman             |
| 4  | Június 1.     | Franciaország      | Pau          | Wéber Gábor              |
| 5  | Június 12.    | Portugália         | Estoril      | Marin Čolak              |
| 6  | Június 13.    | Portugália         | Estoril      | Lourenço Beirão da Veiga |
| 7  | Július 26.    | Egyesült Királyság | Brands Hatch | Eoin Murray              |
| 8  | Július 27.    | Egyesült Királyság | Brands Hatch | Marin Čolak              |
| 9  | Augusztus 30. | Németország        | Oschersleben | Oscar Nogués             |
| 10 | Augusztus 31. | Németország        | Oschersleben | Massimiliano Pedalà      |
| 11 | Október 4.    | Olaszország        | Monza        | Michelisz Norbert        |
| 12 | Október 5.    | Olaszország        | Monza        | Oscar Nogués             |

## Végeredmény
| #  | Versenyző                | Csapat                   | Pontszám |
| -- | ------------------------ | ------------------------ | -------- |
| 1  | Oscar Nogués             | SUNRED                   | 47       |
| 2  | Marin Čolak              | Čolak Racing Team        | 47       |
| 3  | Eoin Murray              | PRS Group Speed Racing   | 37       |
| 4  | Massimiliano Pedalà      | Rangoni Motorsport       | 36       |
| 5  | James Nash               | SUNRED                   | 36       |
| 6  | Tom Boardman             | Special Tuning           | 35       |
| 7  | Jean-Marie Clairet       | Team Clairet Sport       | 32       |
| 8  | Diego Puyo               | SUNRED                   | 31       |
| 9  | Duarte Félix da Costa    | Bastos Racing            | 31       |
| 10 | Lourenço Beirão da Veiga | Bastos Racing            | 21       |
| 11 | Wéber Gábor              | Zengo Motorsport         | 19       |
| 12 | Alan Simoni              | Rangoni Motorsport       | 19       |
| 13 | Rafael Villanueva Ruiz   | Team Elias               | 19       |
| 14 | Michelisz Norbert        | Zengo Motorsport         | 18       |
| 15 | Andrea Larini            | PRS Group Speed Racing   | 18       |
| 16 | Michal Matejovsky        | SUNRED                   | 6        |
| 17 | Freddy Barth             | SEAT Swiss Racing        | 5        |
| 18 | Antonio Aristi           | Valvoline Ashland Racing | 5        |
| 19 | Liam McMillan            | Special Tuning           | 4        |
| 20 | Javier Ibran             | SUNRED                   | 2        |
| 21 | Manuel Flaminio          | PRS Group Speed Racing   | 2        |
| 22 | Flavio Berto             | Rangoni Motorsport       | 2        |

## Külső hivatkozások
- A bajnokságról a Driver database honlapján